# George Town (Kajmán-szigetek)
George Town a Brit tengerentúli területekhez tartozó Kajmán-szigetek fővárosa. A szigetcsoportban a legnagyobb sziget, a Nagy Kajmán (Grand Cayman) nyugati végében fekszik. Lakossága 27 700 fő volt 2010-ben, ami a szigetek állandó lakosságának nagyjából fele.
A szigetek bankrendszerének központja és adóparadicsom volta miatt világszinten jelentős pénzügyi központ. Szinte minden nemzetközi bankcsoport képviselteti itt magát.
A város közelében óceánjáró hajók is kikötnek. Nemzetközi repülőtere az Owen Roberts nemzetközi repülőtér.

## Fordítás
Ez a szócikk részben vagy egészben  a   George Town, Cayman Islands című angol Wikipédia-szócikk fordításán alapul.  Az eredeti cikk szerkesztőit annak laptörténete sorolja fel. Ez a jelzés csupán a megfogalmazás eredetét és a szerzői jogokat jelzi, nem szolgál a cikkben szereplő információk forrásmegjelöléseként.